# Elecciones presidenciales de Estados Unidos de 1944
Las elecciones presidenciales de Estados Unidos de 1944 tuvieron lugar el martes 7 de noviembre del mencionado año, siendo la cuadragésima elección presidencial cuadrienal desde la independencia del país, así como la cuarta del período histórico conocido como Quinto Sistema de Partidos. El Colegio Electoral a cargo de elegir al presidente y al vicepresidente estaba compuesto por 531 miembros, necesitándose el voto de 266 electores para ganar las elecciones.
Estos comicios tuvieron lugar durante la última etapa de la Segunda Guerra Mundial. Mientras que en 1940, la postulación del presidente en ejercicio Franklin D. Roosevelt a un tercer mandato consecutivo había sido objeto de una sonada controversia, para 1944 existían pocas dudas de que se presentaría por cuarta vez. Roosevelt no enfrentó una gran oposición dentro del oficialista Partido Demócrata y obtuvo la nominación con facilidad. Sin embargo, insinuaciones tardías de que Roosevelt estaba enfrentando problemas de salud condujeron a que el partido le negara la reelección al vicepresidente Henry A. Wallace, considerado una figura demasiado izquierdista, debido a la sorpresiva posibilidad de que llegara a la presidencia. En su lugar, el candidato demócrata fue Harry S. Truman. El opositor Partido Republicano presentó a Thomas E. Dewey, quien en 1942 había obtenido una histórica victoria en las elecciones para gobernador de Nueva York, estado natal de Roosevelt, con John W. Bricker (su competidor en las primarias), como compañero de fórmula.
Las victorias recientes de los Estados Unidos y los Aliados sobre las Potencias del Eje ayudaron a elevar la popularidad de Roosevelt a pesar de su prolongado mandato. Intentando disipar los rumores sobre su mala salud, Roosevelt realizó una vigorosa campaña electoral, a diferencia de sus dos anteriores campañas discretas. Dewey centró su discurso en acusar a la larga administración del presidente de ser corrupta y derrochadora. El presidente obtuvo una cómoda victoria con el 53,39% del voto popular y 432 votos en el colegio electoral, imponiéndose en treinta y seis de los cuarenta y ocho estados; mientras que Dewey logró el 45,89% del voto popular y 99 votos electorales, ganando en los doce estados restantes. El resultado de Dewey fue el mejor para el Partido Republicano durante el período del New Deal (1933-1953). Si bien la ruidosa campaña de Roosevelt ayudó a disipar los rumores sobre su salud, estos resultaron ser en última instancia proféticos: el presidente falleció el 12 de abril de 1945, a pocos meses de iniciar su cuarto mandato, y fue reemplazado por Truman.

## Candidaturas

### Partido Demócrata
|                                                         |                                |
| Candidatura del Partido Demócrata de 1944               |                                |
| Franklin D. Roosevelt                                   | Harry S. Truman                |
| para presidente                                         | para vicepresidente            |
|                                                         |                                |
| Presidente de los Estados Unidos de América (1933-1945) | Senador por Misuri (1935-1945) |

El presidente Roosevelt era ampliamente popular como líder en la guerra y enfrentó una escasa oposición formal. Aunque muchos demócratas del sur desconfiaban de las políticas raciales de Roosevelt, su administración en conjunto con la guerra habían incrementado notoriamente la actividad económica en su región, hasta entonces considerada marginal. Algunos delegados segregacionistas intentaron impulsar la precandidatura alternativa de Harry F. Byrd, senador por Virginia, pero este se negó a hacer campaña contra Roosevelt y no contó con suficientes delegados para representar una competencia real que amenazar las posibilidades del presidente de una cuarta postulación. La evidente disminución física en la apariencia del presidente, así como los rumores de problemas secretos de salud, llevaron a muchos delegados y líderes del partido a oponerse firmemente a la reelección del vicepresidente Henry A. Wallace. La oposición a Wallace vino especialmente de los líderes católicos en las grandes ciudades y sindicatos. Wallace, quien había sido vicepresidente de Roosevelt desde enero de 1941, era considerado por la mayoría de los conservadores como demasiado izquierdista y personalmente excéntrico para ser el próximo en la presidencia si Roosevelt moría en el cargo. Se había desempeñado tan mal como coordinador económico que Roosevelt tuvo que sacarlo de ese puesto.
Numerosos líderes del partido enviaron mensajes privado a Roosevelt afirmando que lucharían contra la reelección de Wallace como vicepresidente y propusieron en su lugar al senador Harry S. Truman, un moderado de Misuri. Truman fue muy visible como presidente de un comité de guerra del Senado que investigaba el fraude y la ineficiencia en el programa de guerra. Roosevelt, a quien personalmente le gustaba Wallace y sabía poco sobre Truman, accedió a regañadientes a aceptar a Truman como su compañero de fórmula para preservar la unidad del partido. Aun así, muchos delegados de la izquierda se negaron a abandonar a Wallace, y votaron por él en la primera votación. Sin embargo, suficientes estados grandes del norte, medio oeste y sur apoyaron a Truman para darle la victoria en la segunda votación. La lucha interna por la vicepresidencia resultó ser consecuente por la temprana muerte de Roosevelt tan solo unos meses después de asumir, convirtiendo a Truman en el trigésimo tercer presidente de la nación.

### Partido Republicano
|                                             |                                |
| Candidatura del Partido Republicano de 1944 |                                |
| Thomas E. Dewey                             | John W. Bricker                |
| para presidente                             | para vicepresidente            |
|                                             |                                |
| Gobernador de Nueva York (1943-1947)        | Gobernador de Ohio (1939-1945) |

Cuando comenzó el año 1944, los principales precandidatos para la nominación republicana parecían ser Wendell Willkie, el candidato del partido en 1940 que había surgido como un líder renovador, y los líderes de las facciones conservadora y progresista del partido: el senador Robert A. Taft de Ohio, y el gobernador de Nueva York, Thomas E. Dewey. Otros precandidatos fueron considerados durante la contienda interna: el general Douglas McArthur, de Arkansas, que luego servía como comandante aliado en la Guerra del Pacífico; y el exgobernador de Minesota Harold Stassen, que luego serviría como oficial naval de los Estados Unidos, también en el Pacífico. Taft sorprendió a muchos al negarse a postularse para presidente, ya que quería permanecer en el Senado; en cambio, expresó su apoyo a un compañero conservador de Ohio, el entonces gobernador John W. Bricker.
Con Taft fuera de la carrera, algunos conservadores republicanos favorecieron al general MacArthur. Sin embargo, las posibilidades de MacArthur estaban limitadas por el hecho de que lideraba las fuerzas aliadas contra el Imperio del Japón y, por lo tanto, no podía hacer campaña por la nominación. Sin embargo, sus partidarios ingresaron su nombre en las primarias de Wisconsin. La primaria de Wisconsin resultó ser la competencia clave, ya que Dewey ganó por un margen sorprendentemente amplio. Obtuvo catorce delegados contra cuatro para Harold Stassen, mientras que MacArthur ganó los tres delegados restantes. Willkie fue aplastado en las primarias de Wisconsin y no ganó un solo delegado. Su inesperada mala actuación en Wisconsin lo obligó a retirarse como candidato para la nominación. Sin embargo, en el momento de su repentina muerte a principios de octubre de 1944, Willkie (que se consideraba muy inclinado a apoyar al presidente) no había respaldado ni a Dewey ni a Roosevelt. En el Convención Nacional Republicana de 1944 en Chicago, Dewey venció fácilmente a Bricker y fue nominado para presidente en la primera votación. Dewey, un republicano moderado a liberal, eligió al conservador Bricker como su compañero de fórmula. Originalmente, Dewey prefería al gobernador liberal de California, Earl Warren, pero aceptó que Bricker preservara la unidad del partido, siendo este proclamado candidato a vicepresidente por aclamación. Dewey finalmente se postularía con Warren en 1948.
Con tan solo cuarenta y dos años al momento de su proclamación como candidato, Dewey se convirtió en el primer candidato presidencial estadounidense nacido en el siglo XX.

## Campaña

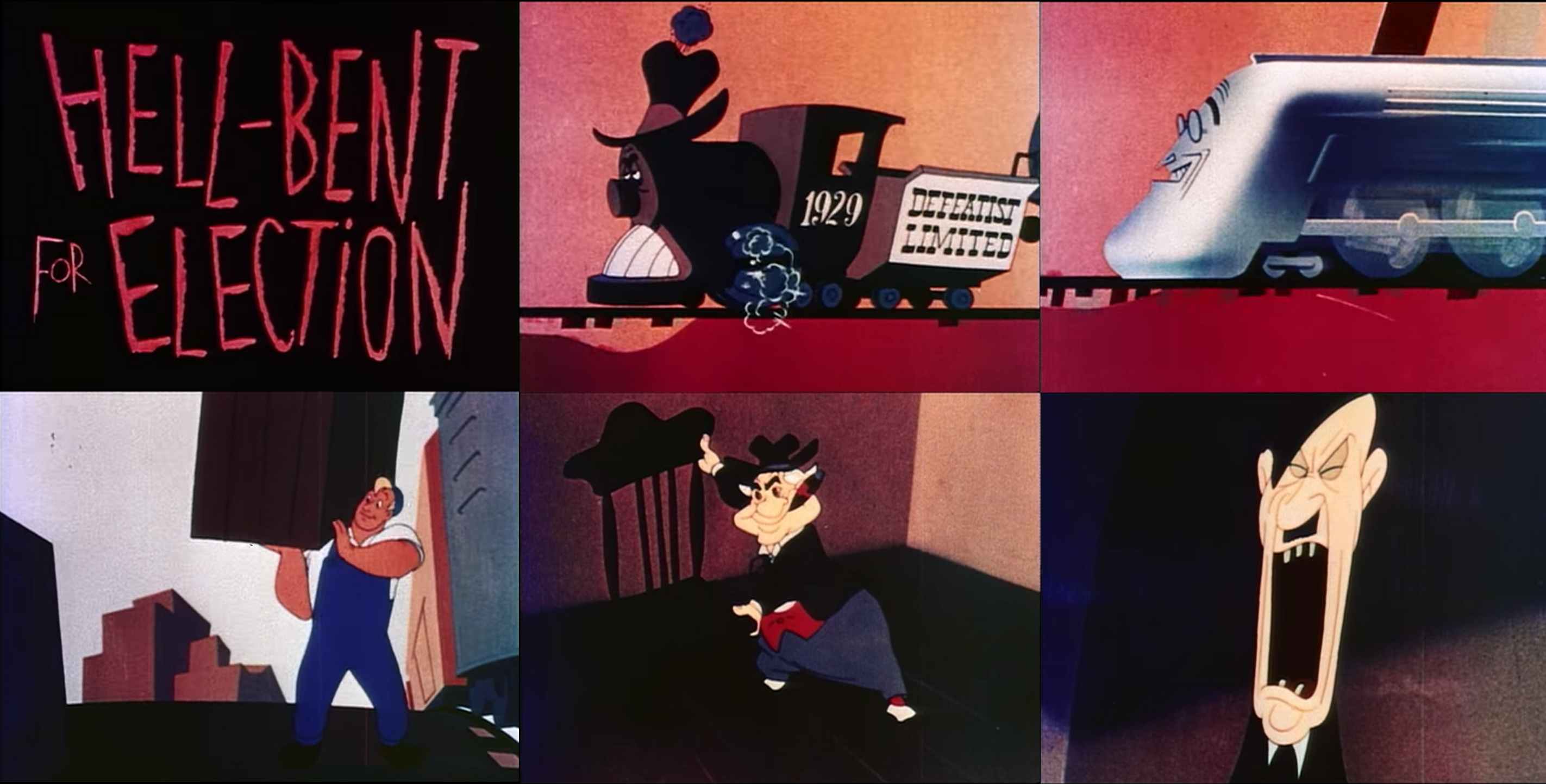
Fragmentos de la película Hell-Bent For Election de julio de 1944, empleada por la campaña proselitista de Roosevelt, con sus distintas referencias a la elección:
De izquierda a derecha: el tren Defeatist Limited (Derrotista Limitado) representa a Dewey, mientras que el tren Win the War Special (Especial Ganar la Guerra) representa a Roosevelt. El operario ferroviario Joe representa al público estadounidense, mientras que el Partido Republicano está representado por un villano que trata de engatusarlo para que eluda sus responsabilidades y permita la victoria del tren de Dewey. En su intento por convencer a Joe de descansar y olvidarse de la elección, el villano se metamorfosea brevemente en Adolf Hitler y vocifera que «esta guerra es la guerra de Roosevelt».

Consciente de los rumores sobre su mala salud, Roosevelt realizó una campaña vigorosa, a diferencia de sus intervenciones discretas en las dos anteriores elecciones, realizando recorridos prolongados en automóvil por varias ciudades. El presidente se centró en destacar la necesidad de fortalecer la naciente Organización de las Naciones Unidas (que se inauguraría poco después de su muerte), en destacar las políticas llevadas a cabo hasta el momento y en la necesidad de mantener el mismo liderazgo de cara a la etapa final de la guerra. La oposición acusó a Roosevelt y su administración de corrupción doméstica, ineficiencia burocrática, tolerancia al comunismo y errores militares. Dewey instó a buscar una economía más pequeña y criticó al New Deal. No obstante, la continua popularidad de Roosevelt fue el tema principal de la campaña.

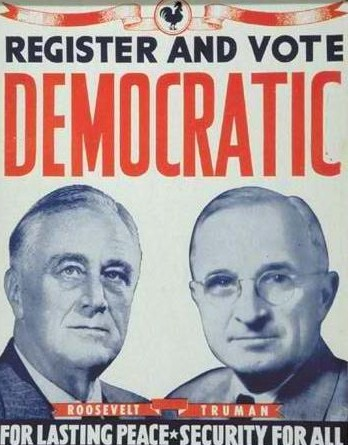
Afiche de campaña del Partido Demócrata en las elecciones: «Regístrese y vote como Demócrata. Roosevelt - Truman. Para una paz duradera - Seguridad para todos».

La campaña de los demócratas contó con la película Hell-Bent For Election, un cortometraje animado producido por United Productions of America con numerosas referencias a la política estadounidense. En ella, la competencia electoral es representada por dos trenes que buscan llegar hasta Washington D. C., uno con el rostro de Roosevelt y otro con una versión deformada del rostro de Dewey. El tren de Roosevelt se llama «Win the War Special» (en español: Especial Ganar la Guerra), y transporta numerosas armas de guerra, mientras que el tren de Dewey se llama «Defeatist Limited» (Derrotista Limitado), está numerado como 1929 y transporta viviendas pobres para los trabajadores de guerra, un carro fúnebre para la legislación laboral, un pequeño carro de dos ruedas con solo unas pocas manzanas adentro para el seguro de desempleo, y finalmente un furgón llamado "Jim Crow". El protagonista de la película es «Joe», un operador de cambio de ferrocarril, que representa al público estadounidense, que debe decidir cual de los dos trenes será conducido a Washington mientras es tentado por una criatura fantasmagórica, que representa a los partidarios de Dewey.
Un punto culminante de la campaña ocurrió cuando Roosevelt, hablando en una reunión de líderes sindicales, pronunció un discurso en la radio nacional en el que ridiculizó las afirmaciones republicanas de que su administración era corrupta y derrochadora con dinero de impuestos. Se burló particularmente de una afirmación republicana de que había enviado un buque de guerra de la Marina de los Estados Unidos para recoger su perro terrier escocés Fala en Alaska, luego de supuestamente habérselo olvidado durante una visita al lugar (lo que en teoría habría costado al estado millones de dólares en impuestos). Roosevelt realizó bromas relativas a su perro y afirmó que «Fala estaba furioso» por «las difamaciones en su contra».  Sus chistes en el discurso, que pasó a la historia como el «Discurso de Fala», fueron recibidos con fuertes risas y aplausos por parte de los líderes sindicales presentes, y la prensa realizó numerosas comparaciones entre Dewey (que poseía un perro gran danés), y Roosevelt y Fala, describiéndolos como «un hombre grande con un perro pequeño (Roosevelt) y un hombre pequeño con un perro grande (Dewey)». Roosevelt buscó unificar a los republicanos en un único enemigo, a pesar de que el responsable de la acusación era de hecho un opositor a Dewey dentro del partido, el representante de Minesota Harold Knutson.
En respuesta al «Discurso de Fala», el gobernador Dewey pronunció otro discurso en la ciudad de Oklahoma un pocos días después, transmitido por la radio nacional, en el que acusó a Roosevelt de creerse "indispensable", y de tener como objetivo corromper a las organizaciones demócratas de las grandes ciudades y reforzar la posición de los comunistas estadounidenses. También se refirió a los miembros del gabinete de Roosevelt como un "equipo heterogéneo".
Entre las terceras fuerzas, el descontento sureño en constante crecimiento contra el liderazgo de Roosevelt se hizo más claro en Texas, donde 135.553 personas votaron en contra de Roosevelt pero no por la candidatura republicana. La boleta Regular de Texas resultó de una división en el Partido Demócrata en sus dos convenciones estatales, el 23 de mayo y el 12 de septiembre de 1944. Esta boleta, que representaba el elemento demócrata que se oponía a la reelección del presidente Roosevelt, hizo campaña por la "restauración de los derechos de los estados que han sido destruidos por el New Deal comunista" y la "restauración de la supremacía de la raza blanca". Sin embargo, los éxitos del campo de batalla estadounidense en Europa y el Pacífico durante la campaña, como la liberación de París en agosto de 1944 y la exitosa Batalla del Golfo de Leyte en Filipinas en octubre de 1944, hicieron que la posición del presidente Roosevelt de cara a las elecciones fuera inmejorable.

## Encuestas de opinión
La vigorosa campaña de Roosevelt mantuvo a gran parte de la opinión pública escéptica con respecto a la idea de que estuviera mal de salud, lo que llevó a que su posterior muerte fuera una sorpresa. Durante la campaña, la fórmula Roosevelt-Truman lideró todas las encuestas, aunque siempre por márgenes mucho más estrechos. Muchos estadounidenses respondieron en las encuestas que Roosevelt les parecía un mejor líder para conducir a los Estados Unidos, tanto en la guerra como en la reconstrucción internacional posterior.
| Encuestadora    | Mes                | Roosevelt (Demócrata) | Dewey (Republicano) |
| --------------- | ------------------ | --------------------- | ------------------- |
| Gallup          | marzo de 1944      | 55%                   | 41%                 |
| Gallup          | marzo de 1944      | 53%                   | 42%                 |
| Gallup          | abril de 1944      | 48%                   | 46%                 |
| Gallup          | mayo de 1944       | 48%                   | 47%                 |
| Gallup          | mayo de 1944       | 50%                   | 45%                 |
| Gallup          | junio de 1944      | 51%                   | 45%                 |
| Gallup          | junio de 1944      | 51%                   | 44%                 |
| Gallup          | julio de 1944      | 46%                   | 45%                 |
| Gallup          | julio de 1944      | 49%                   | 41%                 |
| Gallup          | agosto de 1944     | 47%                   | 42%                 |
| Gallup          | agosto de 1944     | 47%                   | 45%                 |
| Gallup          | septiembre de 1944 | 47%                   | 42%                 |
| Gallup          | septiembre de 1944 | 50%                   | 45%                 |
| Gallup          | septiembre de 1944 | 48%                   | 41%                 |
| Gallup          | septiembre de 1944 | 47%                   | 45%                 |
| Gallup          | octubre de 1944    | 48%                   | 47%                 |
| Gallup          | octubre de 1944    | 50%                   | 47%                 |
| Gallup          | noviembre de 1944  | 51%                   | 48%                 |
| Resultado final | Resultado final    | 53.4%                 | 45,9%               |
| Fuente: Gallup  |                    |                       |                     |

## Resultados

### Elección general

Resultados por condado que indican explícitamente el porcentaje para el candidato o partido ganador en cada uno.
Roosevelt—>90%
Roosevelt—80-90%
Roosevelt—70-80%
Roosevelt—60-70%
Roosevelt—50-60%
Roosevelt—<50%
Dewey—<50%
Dewey—50-60%
Dewey—60-70%
Dewey—70-80%
Dewey—80-90%
Dewey—>90%
Regulares de Texas—50-60%

El resultado final fue una victoria bastante cómoda para Roosevelt sobre Dewey. El presidente en ejercicio obtuvo el 53,39% de los votos populares contra el 45,89% de su oponente republicano, recibiendo además 432 votos en el Colegio Electoral contra 99 de Dewey, imponiéndose en treinta y seis de los cuarenta y ocho estados. De acuerdo con los análisis y las encuestas de la época, la mayoría de los votantes estadounidenses concluyeron que deberían retener al partido gobernante, y particularmente al presidente que lo representaba. También sintieron que era inseguro cambiar el gobierno en "tiempos de guerra", en vista de los crecientes desacuerdos internos.
A pesar de lo anterior, Dewey obtuvo el mejor resultado de cualquiera de los cuatro oponentes republicanos que Roosevelt enfrentó: el porcentaje de voto popular y electoral fue inferior para el presidente en ejercicio, tal y como en 1940. Del mismo modo, Dewey obtuvo la satisfacción personal de haber ganado tanto en la ciudad natal de Roosevelt (Hyde Park, Nueva York) como en la ciudad natal de Truman (Independence, Misuri). De hecho, solo una coalición con el Partido Liberal de Nueva York y el Partido Laboral Estadounidense, que presentaron una boleta separada de la fórmula Roosevelt-Truman, permitió al presidente ganar en su estado de origen, del cual Dewey era gobernador y sería posteriormente reelegido para dicho cargo.
De los 3.095 condados y ciudades independientes que había en el país en ese momento, Roosevelt obtuvo la victoria por voto popular en 1.751 (56,58%), mientras que Dewey se impuso en 1.343 (43,39%). La boleta sin candidato de demócratas sureños contrarios a Roosevelt, los Regulares de Texas, obtuvo la victoria en el condado texano de Washington (0,03%). Aunque Roosevelt repitió su victoria en el estado por amplio margen, su resultado en Texas fue relativamente inferior al de otras elecciones, con el 71,42% de los votos. Su porcentaje de votos más bajo fue en Kansas (39,18%), y el más alto en Misisipi (93,56%). Mientras que el resultado más alto de Dewey fue en Kansas (60,25%) y el más bajo en Carolina del Sur (4,46%) donde quedó por detrás de los demócratas contrarios a Roosevelt.
La elección marcó varios hitos destacables. Tal y como en 1940, Roosevelt ganó la reelección con un porcentaje menor tanto del voto electoral como del voto popular que había recibido en las elecciones anteriores, el segundo de solo tres presidentes estadounidenses en hacerlo, precedido por James Madison en 1812 y seguido por Barack Obama en 2012. Andrew Jackson en 1832 y Grover Cleveland en 1892 habían recibido más votos electorales pero menos votos populares, mientras que Woodrow Wilson en 1916 había recibido más votos populares pero menos votos electorales. Esta fue, sin embargo, la única ocasión en la que una misma persona ha ganado cuatro veces la presidencia de los Estados Unidos. La aprobación de la Vigesimosegunda Enmienda a la Constitución de los Estados Unidos en 1951, que institucionalizó formalmente el límite de dos mandatos para el presidente estadounidense, vuelve en la práctica muy difícil que tal escenario se vuelva a repetir. Del mismo modo, y con la sola excepción de la victoria aplastante de Lyndon B. Johnson en 1964, ningún candidato demócrata superó el porcentaje de Roosevelt de ninguna de sus cuatro campañas electorales, ni siquiera la de 1944, que fue la más ajustada.
Hasta 2016, 1944 fue la elección presidencial más reciente en la que los dos principales candidatos del partido provenían del mismo estado, ya que Roosevelt y Dewey eran de Nueva York. Ambos candidatos principales en las elecciones presidenciales de 2016, Hillary Clinton y Donald Trump, casualmente también identificaron a Nueva York como su estado de origen. Además, Roosevelt había sido gobernador de Nueva York cuando se postuló por primera vez para presidente en 1932, lo mismo que Dewey en estas elecciones, haciendo de estas elecciones presidenciales una inusual competencia entre dos personas que anteriormente habían ocupado el mismo cargo. Sin embargo, esta sigue siendo la única elección hasta la fecha en que ambos candidatos provenían a su vez del mismo condado, siendo Roosevelt de Hyde Park y Dewey de Pawling, ambas ciudades ubicadas en el condado de Dutchess, Nueva York.
Existieron también algunos hitos estatales. Esta fue la última elección en la que cualquier candidato recibió más del noventa por ciento de los votos en cualquier estado (Roosevelt superó el 94% de los votos en Misisipi). El candidato demócrata recibió más del noventa por ciento de los votos en el Distrito de Columbia (que no es un estado pero cuenta con tres votos electorales) en las 2008, 2012 y 2016. Fue la primera vez desde la segunda elección de Grover Cleveland en 1892 en la que el candidato derrotado venció en el estado de Ohio, y también la primera vez desde la primera elección de Cleveland en 1884 en la que todos sus votos electorales correspondieron al candidato perdedor. También fue la elección más reciente en la que Ohio y Florida dieron sus votos a candidatos de diferentes partidos. También fue la primera vez que ocurrió lo propio con Idaho y Wyoming desde 1900, y la última ocasión hasta la fecha. A pesar de que el apoyo tradicional del Sólido Sur a los demócratas se prolongó por algunas décadas más, esta fue la última ocasión en la que el candidato demócrata ganó en todos los estados que comprendían la antigua Confederación. Fue la última vez que los demócratas ganaron en Nuevo Hampshire y Oregón hasta 1964 (con Johnson) y la última vez que ganaron Connecticut, Delaware, Maryland, Míchigan, Nueva Jersey, Nueva York y Pensilvania hasta 1960 (con John F. Kennedy). Hubo a su vez numerosos condados en varios estados donde los demócratas no han vuelto a ganar desde esta elección.
|  | 50.44 % |

|  | 79.28 % |

|  | 1.23 % |

|  | 2.08 % |

|  | 1.03 % |

|  | 0.69 % |

|  | 53.39 % |

|  | 81.36 % |

|  | 45.89 % |

|  | 18.64 % |

|  | 0.28 % |

|  | 0.02 % |

|  | 0.30 % |

|  | 0.14 % |

|  | 0.02 % |

|  | 0.01 % |

|  | 0.17 % |

|  | 0.14 % |

|  | 0.01 % |

|  | 0.01 % |

|  | 0.16 % |

|  | 0.08 % |

|  | 0.01 % |

|  | 0.001 % |

|  | 0.09 % |

|  | 0.003 % |

|  | 0.001 % |

|  | 100.00 % |

|  | 100.00 % |

### Resultados por estado
|                         |                   | Franklin D. Roosevelt Demócrata | Franklin D. Roosevelt Demócrata | Franklin D. Roosevelt Demócrata | Thomas E. Dewey Republicano | Thomas E. Dewey Republicano | Thomas E. Dewey Republicano | Sin fórmula Demócratas del Sur | Sin fórmula Demócratas del Sur | Sin fórmula Demócratas del Sur | Norman Thomas Socialista | Norman Thomas Socialista | Norman Thomas Socialista | Otros   | Otros | Otros             | Margen    | Margen | Total      | Total |
| State                   | votos electorales | #                               | %                               | votos electorales               | #                           | %                           | votos electorales           | #                              | %                              | votos electorales              | #                        | %                        | votos electorales        | #       | %     | votos electorales | #         | %      | #          |       |
| ----------------------- | ----------------- | ------------------------------- | ------------------------------- | ------------------------------- | --------------------------- | --------------------------- | --------------------------- | ------------------------------ | ------------------------------ | ------------------------------ | ------------------------ | ------------------------ | ------------------------ | ------- | ----- | ----------------- | --------- | ------ | ---------- | ----- |
| Alabama                 | 11                | 198.918                         | 81.28                           | 11                              | 44.540                      | 18.20                       | -                           | -                              | -                              | -                              | 190                      | 0.08                     | -                        | 1.095   | 0.45  | -                 | 154.378   | 63.08  | 244.743    | AL    |
| Arizona                 | 4                 | 80.926                          | 58.80                           | 4                               | 56.287                      | 40.90                       | -                           | -                              | -                              | -                              | -                        | -                        | -                        | 421     | 0.31  | -                 | 24.639    | 17.90  | 137.634    | AZ    |
| Arkansas                | 9                 | 148.965                         | 69.95                           | 9                               | 63.551                      | 29.84                       | -                           | -                              | -                              | -                              | 438                      | 0.21                     | -                        | -       | -     | -                 | 85.414    | 40.11  | 212.954    | AR    |
| California              | 25                | 1.988.564                       | 56.48                           | 25                              | 1.512.965                   | 42.97                       | -                           | -                              | -                              | -                              | 2.515                    | 0.07                     | -                        | 16.831  | 0.48  | -                 | 475.599   | 13.51  | 3.520.875  | CA    |
| Colorado                | 6                 | 234.331                         | 46.40                           | -                               | 268.731                     | 53.21                       | 6                           | -                              | -                              | -                              | 1.977                    | 0.39                     | -                        | -       | -     | -                 | -34.400   | -6.81  | 505.039    | CO    |
| Connecticut             | 8                 | 435.146                         | 52.30                           | 8                               | 390.527                     | 46.94                       | -                           | -                              | -                              | -                              | 5.097                    | 0.61                     | -                        | 1.220   | 0.15  | -                 | 44.619    | 5.36   | 831.990    | CT    |
| Delaware                | 3                 | 68.166                          | 54.38                           | 3                               | 56.747                      | 45.27                       | -                           | -                              | -                              | -                              | 154                      | 0.12                     | -                        | 294     | 0.23  | -                 | 11.419    | 9.11   | 125.361    | DE    |
| Florida                 | 8                 | 339.377                         | 70.32                           | 8                               | 143.215                     | 29.68                       | -                           | -                              | -                              | -                              | -                        | -                        | -                        | -       | -     | -                 | 196.162   | 40.65  | 482.592    | FL    |
| Georgia                 | 12                | 268.187                         | 81.74                           | 12                              | 59.880                      | 18.25                       | -                           | -                              | -                              | -                              | 6                        | 0.00                     | -                        | 36      | 0.01  | -                 | 208.307   | 63.49  | 328.109    | GA    |
| Idaho                   | 4                 | 107.399                         | 51.55                           | 4                               | 100.137                     | 48.07                       | -                           | -                              | -                              | -                              | 282                      | 0.14                     | -                        | 503     | 0.24  | -                 | 7.262     | 3.49   | 208.321    | ID    |
| Illinois                | 28                | 2.079.479                       | 51.52                           | 28                              | 1.939.314                   | 48.05                       | -                           | -                              | -                              | -                              | 180                      | 0.00                     | -                        | 17.088  | 0.42  | -                 | 140.165   | 3.47   | 4.036.061  | IL    |
| Indiana                 | 13                | 781.403                         | 46.73                           | -                               | 875.891                     | 52.38                       | 13                          | -                              | -                              | -                              | 2.223                    | 0.13                     | -                        | 12.574  | 0.75  | -                 | -94.488   | -5.65  | 1.672.091  | IN    |
| Iowa                    | 10                | 499.876                         | 47.49                           | -                               | 547.267                     | 51.99                       | 10                          | -                              | -                              | -                              | 1.511                    | 0.14                     | -                        | 3.945   | 0.37  | -                 | -47.391   | -4.50  | 1.052.599  | IA    |
| Kansas                  | 8                 | 287.458                         | 39.18                           | -                               | 442.096                     | 60.25                       | 8                           | -                              | -                              | -                              | 1.613                    | 0.22                     | -                        | 2.609   | 0.36  | -                 | -154.638  | -21.07 | 733.776    | KS    |
| Kentucky                | 11                | 472.589                         | 54.45                           | 11                              | 392.448                     | 45.22                       | -                           | -                              | -                              | -                              | 535                      | 0.06                     | -                        | 2.349   | 0.27  | -                 | 80.141    | 9.23   | 867.921    | KY    |
| Luisiana                | 10                | 281.564                         | 80.59                           | 10                              | 67.750                      | 19.39                       | -                           | -                              | -                              | -                              | -                        | -                        | -                        | 69      | 0.02  | -                 | 213.814   | 61.20  | 349.383    | LA    |
| Maine                   | 5                 | 140.631                         | 47.45                           | -                               | 155.434                     | 52.44                       | 5                           | -                              | -                              | -                              | -                        | -                        | -                        | 335     | 0.11  | -                 | -14.803   | -4.99  | 296.400    | ME    |
| Maryland                | 8                 | 315.490                         | 51.85                           | 8                               | 292.949                     | 48.15                       | -                           | -                              | -                              | -                              | -                        | -                        | -                        | -       | -     | -                 | 22.541    | 3.70   | 608.439    | MD    |
| Massachusetts           | 16                | 1.035.296                       | 52.80                           | 16                              | 921.350                     | 46.99                       | -                           | -                              | -                              | -                              | -                        | -                        | -                        | 4.019   | 0.21  | -                 | 113.946   | 5.81   | 1.960.665  | MA    |
| Míchigan                | 19                | 1.106.899                       | 50.19                           | 19                              | 1.084.423                   | 49.18                       | -                           | -                              | -                              | -                              | 4.598                    | 0.21                     | -                        | 9.303   | 0.42  | -                 | 22.476    | 1.02   | 2.205.223  | MI    |
| Minesota                | 11                | 589.864                         | 52.41                           | 11                              | 527.416                     | 46.86                       | -                           | -                              | -                              | -                              | 5.073                    | 0.45                     | -                        | 3.176   | 0.28  | -                 | 62.448    | 5.55   | 1.125.529  | MN    |
| Misisipi                | 9                 | 168.479                         | 93.56                           | 9                               | 11.601                      | 6.44                        | -                           | -                              | -                              | -                              | -                        | -                        | -                        | -       | -     | -                 | 156.878   | 87.12  | 180.080    | MS    |
| Misuri                  | 15                | 807.804                         | 51.37                           | 15                              | 761.524                     | 48.43                       | -                           | -                              | -                              | -                              | 1.751                    | 0.11                     | -                        | 1.395   | 0.09  | -                 | 46.280    | 2.94   | 1.572.474  | MO    |
| Montana                 | 4                 | 112.556                         | 54.28                           | 4                               | 93.163                      | 44.93                       | -                           | -                              | -                              | -                              | 1.296                    | 0.63                     | -                        | 340     | 0.16  | -                 | 19.393    | 9.35   | 207.355    | MT    |
| Nebraska                | 6                 | 233.246                         | 41.42                           | -                               | 329.880                     | 58.58                       | 6                           | -                              | -                              | -                              | -                        | -                        | -                        | -       | -     | -                 | -96.634   | -17.16 | 563.126    | NE    |
| Nevada                  | 3                 | 29.623                          | 54.62                           | 3                               | 24.611                      | 45.38                       | -                           | -                              | -                              | -                              | -                        | -                        | -                        | -       | -     | -                 | 5.012     | 9.24   | 54.234     | NV    |
| Nuevo Hampshire         | 4                 | 119.663                         | 52.11                           | 4                               | 109.916                     | 47.87                       | -                           | -                              | -                              | -                              | 46                       | 0.02                     | -                        | -       | -     | -                 | 9.747     | 4.24   | 229.625    | NH    |
| Nueva Jersey            | 16                | 987.874                         | 50.31                           | 16                              | 961.335                     | 48.95                       | -                           | -                              | -                              | -                              | 3.358                    | 0.17                     | -                        | 11.194  | 0.57  | -                 | 26.539    | 1.35   | 1.963.761  | NJ    |
| Nuevo México            | 4                 | 81.389                          | 53.47                           | 4                               | 70.688                      | 46.44                       | -                           | -                              | -                              | -                              | -                        | -                        | -                        | 148     | 0.10  | -                 | 10.701    | 7.03   | 152.225    | NM    |
| Nueva York              | 47                | 3.304.238                       | 52.31                           | 47                              | 2.987.647                   | 47.30                       | -                           | -                              | -                              | -                              | 10.553                   | 0.17                     | -                        | 14.352  | 0.23  | -                 | 316.591   | 5.01   | 6.316.790  | NY    |
| Carolina del Norte      | 14                | 527.399                         | 66.71                           | 14                              | 263.155                     | 33.29                       | -                           | -                              | -                              | -                              | -                        | -                        | -                        | -       | -     | -                 | 264.244   | 33.43  | 790.554    | NC    |
| Dakota del Norte        | 4                 | 100.144                         | 45.48                           | -                               | 118.535                     | 53.84                       | 4                           | -                              | -                              | -                              | 943                      | 0.43                     | -                        | 549     | 0.25  | -                 | -18.391   | -8.35  | 220.171    | ND    |
| Ohio                    | 25                | 1.570.763                       | 49.82                           | -                               | 1.582.293                   | 50.18                       | 25                          | -                              | -                              | -                              | -                        | -                        | -                        | -       | -     | -                 | -11.530   | -0.37  | 3.153.056  | OH    |
| Oklahoma                | 10                | 401.549                         | 55.57                           | 10                              | 319.424                     | 44.20                       | -                           | -                              | -                              | -                              | -                        | -                        | -                        | 1.663   | 0.23  | -                 | 82.125    | 11.36  | 722.636    | OK    |
| Oregón                  | 6                 | 248.635                         | 51.78                           | 6                               | 225.365                     | 46.94                       | -                           | -                              | -                              | -                              | 3.785                    | 0.79                     | -                        | 2.362   | 0.49  | -                 | 23.270    | 4.85   | 480.147    | OR    |
| Pensilvania             | 35                | 1.940.479                       | 51.14                           | 35                              | 1.835.054                   | 48.36                       | -                           | -                              | -                              | -                              | 11.721                   | 0.31                     | -                        | 7.539   | 0.20  | -                 | 105.425   | 2.78   | 3.794.793  | PA    |
| Rhode Island            | 4                 | 175.356                         | 58.59                           | 4                               | 123.487                     | 41.26                       | -                           | -                              | -                              | -                              | -                        | -                        | -                        | 433     | 0.14  | -                 | 51.869    | 17.33  | 299.276    | RI    |
| Carolina del Sur        | 8                 | 90.601                          | 87.64                           | 8                               | 4.610                       | 4.46                        | -                           | 7.799                          | 7.54                           | -                              | -                        | -                        | -                        | 365     | 0.35  | -                 | 82.802    | 80.10  | 103.375    | SC    |
| Dakota del Sur          | 4                 | 96.711                          | 41.67                           | -                               | 135.365                     | 58.33                       | 4                           | -                              | -                              | -                              | -                        | -                        | -                        | -       | -     | -                 | -38.654   | -16.66 | 232.076    | SD    |
| Tennessee               | 12                | 308.707                         | 60.45                           | 12                              | 200.311                     | 39.22                       | -                           | -                              | -                              | -                              | 792                      | 0.16                     | -                        | 882     | 0.17  | -                 | 108.396   | 21.23  | 510.692    | TN    |
| Texas                   | 23                | 821.605                         | 71.42                           | 23                              | 191.425                     | 16.64                       | -                           | 135.439                        | 11.77                          | -                              | 594                      | 0.05                     | -                        | 1.268   | 0.11  | -                 | 630.180   | 54.78  | 1.150.331  | TX    |
| Utah                    | 4                 | 150.088                         | 60.44                           | 4                               | 97.891                      | 39.42                       | -                           | -                              | -                              | -                              | 340                      | 0.14                     | -                        | -       | -     | -                 | 52.197    | 21.02  | 248.319    | UT    |
| Vermont                 | 3                 | 53.820                          | 42.93                           | -                               | 71.527                      | 57.06                       | 3                           | -                              | -                              | -                              | -                        | -                        | -                        | 14      | 0.01  | -                 | -17.707   | -14.12 | 125.361    | VT    |
| Virginia                | 11                | 242.276                         | 62.36                           | 11                              | 145.243                     | 37.39                       | -                           | -                              | -                              | -                              | 417                      | 0.11                     | -                        | 549     | 0.14  | -                 | 97.033    | 24.98  | 388.485    | VA    |
| Washington              | 8                 | 486.774                         | 56.84                           | 8                               | 361.689                     | 42.24                       | -                           | -                              | -                              | -                              | 3.824                    | 0.45                     | -                        | 4.041   | 0.47  | -                 | 125.085   | 14.61  | 856.328    | WA    |
| Virginia Occidental     | 8                 | 392.777                         | 54.89                           | 8                               | 322.819                     | 45.11                       | -                           | -                              | -                              | -                              | -                        | -                        | -                        | -       | -     | -                 | 69.958    | 9.78   | 715.596    | WV    |
| Wisconsin               | 12                | 650.413                         | 48.57                           | -                               | 674.532                     | 50.37                       | 12                          | -                              | -                              | -                              | 13.205                   | 0.99                     | -                        | 1.002   | 0.07  | -                 | -24.119   | -1.80  | 1.339.152  | WI    |
| Wyoming                 | 3                 | 49.419                          | 48.77                           | -                               | 51.921                      | 51.23                       | 3                           | -                              | -                              | -                              | -                        | -                        | -                        | -       | -     | -                 | -2.502    | -2.47  | 101.340    | WY    |
| Total:                  | 531               | 25.612.916                      | 53.39                           | 432                             | 22.017.929                  | 45.89                       | 99                          | 143.238                        | 0.30                           | -                              | 79.017                   | 0.16                     | -                        | 123.963 | 0.26  | -                 | 3.594.987 | 7.49   | 47.977.063 | US    |
| Fuente: Atlas Electoral |                   |                                 |                                 |                                 |                             |                             |                             |                                |                                |                                |                          |                          |                          |         |       |                   |           |        |            |       |